# Conill dels Andes
El conill dels Andes (Sylvilagus andinus) és una espècie de conill del gènere Sylvilagus. Viu a l'Equador i, esporàdicament, Colòmbia i Veneçuela. El seu hàbitat natural són els páramos andins. Anteriorment era considerat una subespècie del conill del Brasil (S. brasiliensis), del qual fou separat per un estudi publicat el 2017 basant-se en caràcters de morfologia cranial i dental. Està amenaçat per la destrucció del seu medi a causa, entre altres factors, del canvi climàtic. El seu nom específic, andinus, significa 'andí' en llatí.